# 20 januari
20 januari är den 20:e dagen på året i den gregorianska kalendern. Det återstår 345 dagar av året (346 under skottår).

## Återkommande bemärkelsedagar

### Flaggdagar
- USA: Dag för installation av ny president vart fjärde år, året efter skottår, sedan 1937 (innan dess var installationsdagen 4 mars).

## Namnsdagar

### I den svenska almanackan
- Nuvarande – Fabian och Sebastian
- Föregående i bokstavsordning
  - Fabian – Namnet infördes, som ersättning för den äldre namnformen Fabianus, på dagens datum 1901 och har funnits där sedan dess.
  - Fabianus – Namnet fanns, tillsammans med Sebastian, till minne av påven Fabianus, som dog denna dag 250, på dagens datum fram till 1901, då det utgick och ersattes av den modernare namnformen Fabian.
  - Lina – Namnet infördes på dagens datum 1986, men flyttades 1993 till 20 maj och utgick 2001.
  - Linus – Namnet fanns före 1901 på 26 november. Detta år utgick det, men återinfördes 1986 på dagens datum. 1993 flyttades det tillbaka till 26 november och har funnits där sedan dess.
  - Sebastian – Namnet fanns, tillsammans med Fabianus, till minne av ett helgon från 200-talet, på dagens datum före 1901 då det utgick. 1986 återinfördes det på 27 oktober och flyttades 1993 tillbaka till dagens datum, där det har funnits sedan dess.
- Föregående i kronologisk ordning
  - Före 1901 – Fabianus och Sebastian
  - 1901–1985 – Fabian
  - 1986–1992 – Fabian, Lina och Linus
  - 1993–2000 – Fabian och Sebastian
  - Från 2001 – Fabian och Sebastian
- Källor
  - Brylla, Eva (red.): Namnlängdsboken, Norstedts ordbok, Stockholm, 2000. ISBN 91-7227-204-X
  - af Klintberg, Bengt: Namnen i almanackan, Norstedts ordbok, Stockholm, 2001. ISBN 91-7227-292-9

### Finlandssvenska almanackan
- Nuvarande från 1995[1] – Sebastian, Fabian
- I föregående revideringar[a][2]
  - 1929–1994 – Fabian

## Händelser
- 330 f.Kr. – Alexander den store besegrar perserna, ledda av satrapen Ariobarzanes, vid de Persiska portarna. Under detta slag lyckas Ariobarzanes med endast 700 persiska odödliga vid sin sida, hålla den gigantiska makedoniska armén på 17 000 man stången i 30 dagar. I slutänden blir hans trupper omringade av Alexanders trupper, eftersom en persisk fåraherde leder den runt det persiska försvaret. Istället för att kapitulera kämpar Ariobarzanes och hans 700 odödliga dock till sista man. Vissa historiker anser honom vara Persiens Leonidas I av Sparta.
- 1045 – Sedan Giovanni di Crescenzi–Ottaviani har avsatt Benedictus IX i september året innan väljs han denna dag till påve och tar namnet Silvester III.
- 1156 – Enligt legenden blir den svenske biskopen Henrik dräpt av bonden Lalli på isen på sjön Kjulo i Finland. Biskopen ska ha kommit till Finland året före, på korståg tillsammans med den svenske kungen Erik den helige. Även om man idag anser, att det finns mycket liten sanningshalt i legenden, blir Henrik så småningom Finlands skyddshelgon och begravd i Åbo domkyrka.
- 1265 – Englands parlament håller sitt första möte i Westminsterpalatset i London. Detta parlament, som utgör en motvikt mot den engelska kungamakten, kommer att äga bestånd fram till 1707, då det ersätts av Storbritanniens parlament.
- 1523 – Jylländska stormän gör uppror mot Kristian II och avsätter honom som dansk och norsk kung, genom att uppsäga honom tro och lydnad. Den 26 mars hyllas hans farbror Fredrik I som dansk och norsk kung och den 13 april flyr Kristian från Danmark till Nederländerna.
- 1593 – Ett stillestånd sluts mellan Sverige och Ryssland i byn Teusina. Det gäller i två år och gör därför i praktiken slut på det krig, som har rasat mellan de båda länderna sedan 1570, även om freden sluts först 1595 (också den i Teusina).
- 1613 – Sverige och Danmark sluter fred i den halländska orten Knäred. I fredsbestämmelserna stipuleras det att Sverige ska betala en miljon riksdaler, för att få tillbaka Älvsborgs fästning vid Göta älvs mynning, vilket benämns Älvsborgs andra lösen (den första betalades efter nordiska sjuårskrigets slut 1570). Vidare får Sverige tullfrihet i Öresund, men tvingas avstå från kraven på Finnmarken i Nordnorge.
- 1614 – Sverige sluter ett tvåårigt stillestånd med Polen. När det går ut (29 september 1616) återupptas striderna mellan länderna och kriget, som utbröt 1600, är inte helt avslutat förrän 1629.
- 1848 – Vid Kristian VIII:s död efterträds han som kung av Danmark av sin son Fredrik VII.
- 1936 – Vid Georg V:s död efterträds han som kung av Storbritannien av sin son Edvard VIII. Den 11 december samma år abdikerar han, för att kunna gifta sig med sin älskarinna Wallis Simpson.
- 1937 – Franklin D. Roosevelt blir USA:s president för andra gången, vilket är första gången presidentinstallationen hålls denna dag (tidigare har det varit 4 mars).
- 1942 – Den tyska statsledningen håller en konferens i Berlinförorten Wannsee. På denna bestäms ”den slutgiltiga lösningen” på frågan om hur man ska göra med judarna och detta blir inledningen till Förintelsen. Än i denna dag diskuterar forskarna huruvida den tyske diktatorn Adolf Hitler känner till resultatet av konferensen eller ej.
- 1944 – Det brittiska flygvapnet Royal Air Force släpper 2 300 ton bomber över den tyska huvudstaden Berlin på 23 minuter, alltså 100 ton i minuten, vilket är rekord.
- 1958
  - Sveriges första kvinnliga poliser börjar tjänstgöra.
  - Vid en öppning av Erik XIVs grav under ledning av anatomiprofessorn Carl-Herman Hjortsjö och förre riksantikvarien Martin Olsson görs en undersökning av Eriks kvarlevor vid vilken betydande mängder arsenik hittas.
- 1961 – John F. Kennedy tillträder som USA:s president,[3] och blir den förste katoliken på posten.
- 1973 – Läraren Alf Svensson blir partiledare för det svenska partiet Kristen Demokratisk Samling (KDS). Då han kommer att inneha posten i 31 år (fram till 2004) blir han den långvarigaste partiledaren i Sverige någonsin.
- 1981 – Personalen på den amerikanska ambassaden i Irans huvudstad Teheran, som har hållits som gisslan sedan 4 november 1979, släpps några minuter efter att Ronald Reagan har efterträtt Jimmy Carter som USA:s president.
- 1987 – En stor polisrazzia genomförs på ett flertal platser i Stockholm mot 20 kurder i jakten på statsminister Olof Palmes mördare. Efteråt kritiseras polisen starkt för detta ingripande.
- 1989 – Lönetaket för statligt anställda i Sverige tas bort och därmed kan de få marknadsanpassade löner.
- 1990 – Den sovjetiska Röda armén tågar under natten mellan 19 och 20 januari in i sovjetrepubliken Azerbajdzjans huvudstad Baku, för att slå ner de folkliga protesterna mot sovjetstyret och kraven på landets självständighet. Under händelsen, som går till historien som Svarta januari, dödas 137 demonstranter och över 800 skadas. Syftet att slå ner demonstrationerna och ”återställa ordningen” misslyckas dock, då händelsen istället får till följd att det dittills starka stödet för kommunistpartiet och samhörigheten med Moskva byts i ökade krav på Azerbajdzjans självständighet från Sovjetunionen. Detta är också första gången som regeringen i Moskva skickar väpnade trupper mot demonstranter och det blir därför en viktig milsten i Sovjetunionens upplösning.
- 1996 – Rymdfärjan Endeavour skjuts upp på uppdrag STS-72[4]
- 2003 – Den svenska klädinsamlingsorganisationen Ulandshjälp från folk till folk (UFF) lämnar in en konkursansökan, eftersom man inte klarar av sin skuldsanering. Företaget återuppstår dock så småningom med ny finansiering och heter idag Humana Sverige.
- 2009 – Barack Obama blir USA:s förste svarte president.
- 2017 – Sverige når 10 miljoner invånare.
- 2021 – Kamala Harris blir USA:s första kvinnliga vicepresident.[5]
- 2025 – Donald Trump tillträder som USA:s president för andra gången.

## Födda
- 225 – Gordianus III, romersk kejsare från 238
- 1716 – Karl III, kung av Spanien 1759–1788
- 1741 – Carl von Linné den yngre, svensk naturforskare, son till den kände Carl von Linné
- 1775 – André-Marie Ampère, fransk fysiker, som har fått enheten för elektrisk ström (ampere) uppkallad efter sig
- 1801 – Thomas Hickman Williams, amerikansk politiker, senator för Mississippi 1838–1839
- 1814 – David Wilmot, amerikansk politiker och jurist, senator för Pennsylvania 1861–1863
- 1815 – Josiah Begole, amerikansk politiker, guvernör i Michigan 1881–1883
- 1843 – Paul Cambon, fransk diplomat, Frankrikes ambassadör i Storbritannien 1898–1920
- 1854 – Furnifold McLendel Simmons, amerikansk politiker, senator för North Carolina 1901–1931
- 1863 – Ture Stenberg, svensk arkitekt
- 1864 – Mathilda Malling, svensk författare med pseudonymen Stella Kleve
- 1873 – Johannes V. Jensen, dansk författare, mottagare av Nobelpriset i litteratur 1944
- 1875 – Henrik Sjöberg, svensk friidrottare
- 1879 – Ruth St. Denis, amerikansk dansös
- 1891
  - Mischa Elman, ukrainsk-amerikansk violinist
  - Ernst Rolf, svensk revyartist
- 1896
  - George Burns, amerikansk skådespelare
  - Elmer Diktonius, finsk poet
- 1898 – Georg Enders, svensk filmmusikkompositör
- 1901 – Alf Östlund, svensk skådespelare och manusförfattare
- 1910
  - Joy Adamson, brittisk författare, konstnär och etnolog
  - Åke Söderblom, svensk skådespelare
- 1920
  - Federico Fellini, italiensk filmregissör och komiker
  - DeForest Kelley, amerikansk skådespelare
  - Bertram Schmiterlöw, svensk konstnär
- 1925 – Ernesto Cardenal, nicaraguansk präst och författare
- 1926 – Patricia Neal, amerikansk skådespelare
- 1927 – Lars Granberg, svensk skådespelare
- 1930 – Edwin ”Buzz” Aldrin, amerikansk astronaut, den andre mannen på månen
- 1931
  - Birgit Finnilä, svensk konsert- och operasångare
  - David M. Lee, amerikansk fysiker, mottagare av Nobelpriset i fysik 1996
- 1932 – Göran Bernhard, svensk skådespelare
- 1938 – Olof Lundström Orloff, svensk skådespelare och konstnär
- 1939 – Paul Coverdell, amerikansk republikansk politiker, senator för Georgia 1993–2000.
- 1940 – Lars-Åke Lagrell, svensk fotbollsledare och landshövding
- 1946
  - David Lynch, amerikansk filmregissör
  - Ola Magnell, svensk sångare, låtskrivare och gitarrist
- 1948 – Natan Sharansky, israelisk politiker, författare och sionist
- 1949 – Göran Persson, svensk socialdemokratisk politiker, Socialdemokraternas partiledare 1996–2007 och Sveriges statsminister 1996–2006
- 1951 – Shelley Berkley, amerikansk demokratisk politiker, kongressledamot 1999–2013
- 1952
  - Ian Hill, brittisk musiker, basist i gruppen Judas Priest
  - Paul Stanley, amerikansk rockmusiker, medlem i gruppen Kiss
- 1954 – Markku Salo, finländsk industriformgivare och glaskonstnär
- 1957 – Alu Alchanov, tjetjensk politiker, Tjetjeniens president 2004–2007
- 1958 – Lorenzo Lamas, amerikansk skådespelare
- 1959 – Joel Rifkin, amerikansk seriemördare
- 1967
  - Katarina Andersson, svensk skådespelare och operasångare (mezzosopran)
  - Mika Niikko, finländsk politiker
- 1972 – Olle Sarri, svensk skådespelare
- 1973 – Markus Mustonen, svensk musiker, trumslagare i gruppen Kent
- 1974 – Vjekoslav Kobešćak, kroatisk vattenpolospelare
- 1975 – Daniel Larsson, svensk skådespelare
- 1976 – Anastasia Volochkova, rysk ballerina
- 1979 – Rob Bourdon, amerikansk musiker, trumslagare i gruppen Linkin Park
- 1980
  - Matthew Tuck, engelsk sångare, medlem i gruppen Bullet for My Valentine
  - Felicitas Woll, tysk skådespelare
- 1981 – Melissa Rippon, australisk vattenpolospelare
- 1982 – Fredrik Strømstad, norsk fotbollsspelare
- 1986 – Krystina Alogbo, kanadensisk vattenpolospelare

## Avlidna
- 250 – Fabianus, påve sedan 236
- 882 – Ludvig den yngre, 51, kung av Sachsen, Franken och Thüringen sedan 876 samt av Bayern sedan 880
- 1612 – Rudolf II, 59, tysk-romersk kejsare sedan 1576
- 1779 – David Garrick, 61, brittisk skådespelare och teaterchef
- 1798 – Maria Kristina Kiellström, 53, svensk silkesrederska, förlaga till Bellmans figur Ulla Winblad
- 1848 – Kristian VIII, 51, kung av Norge 17 maj–10 oktober 1814 och av Danmark sedan 1839
- 1850 – Adam Oehlenschläger, 70, dansk skald och dramatiker
- 1859 – Bettina von Arnim, 73, tysk författare
- 1872 – David S. Jackson, 58, amerikansk demokratisk politiker, kongressledamot 1847–1848
- 1884 – Carl Olof Björling, 79, biskop i Västerås stift
- 1899 – Job Adams Cooper, 55, amerikansk republikansk politiker, advokat och affärsman, guvernör i Colorado 1889–1891
- 1904 – Albert von Maybach, 81, preussisk ämbetsman
- 1936 – Georg V, 70, kung av Storbritannien sedan 1910 och av Irland sedan 1927
- 1937 – Valdemar Dalquist, 48, svensk skådespelare, författare, textförfattare och regissör
- 1952 – Pat Morris Neff, 80, amerikansk politiker
- 1962 – Robinson Jeffers, 74, amerikansk poet
- 1964 – George Docking, 59, amerikansk demokratisk politiker, guvernör i Kansas 1957–1961
- 1965 – Alan Freed, 43, amerikansk discjockey och radioman
- 1970 – George M. Humphrey, 79, amerikansk affärsman, advokat och republikansk politiker, USA:s finansminister 1953–1957
- 1971
  - Antonio Bacci, 85, italiensk kardinal
  - Broncho Billy Anderson, 88, amerikansk skådespelare
- 1977 – Carl-Gunnar Wingård, 82, svensk skådespelare och sångare
- 1983 – Garrincha, 49, brasiliansk fotbollsspelare
- 1984 – Johnny Weissmuller, 79, ungersk-amerikansk simmare och skådespelare, mest känd i rollen som Tarzan
- 1985 – Gillis William Long, 61, amerikansk demokratisk politiker, kongressledamot 1963–1965 och sedan 1973
- 1986 – Tove Tellback, 86, norsk skådespelare
- 1988 – Paul Esser, 74, tysk skådespelare
- 1990 – Barbara Stanwyck, 82, amerikansk skådespelare
- 1993 – Audrey Hepburn, 63, brittisk skådespelare
- 1994 – Hugo Hasslo, 82, svensk operasångare (baryton)
- 1996 – Gerry Mulligan, 68, amerikansk jazzmusiker (barytonsaxofonist)
- 2001
  - Karin Nordgren, 81, svensk skådespelare
  - Håkan Wallner, 61, svensk travtränare och kusk
- 2005
  - Parveen Babi, 55, indisk skådespelare
  - Per Borten, 91, norsk politiker, Norges statsminister 1965–1971
- 2006 – David Hellman, 25, svensk musiker med artistnamnet Dave Lepard, sångare i gruppen Crashdïet (självmord)
- 2007 – Jan Jangö, 85, svensk fackboksförfattare
- 2008 – Arne S. Lundberg, 96, svensk journalist, diplomat och företagsledare
- 2009 – Stephanos II Ghattas, 89, egyptisk koptisk patriark av Alexandria 1986–2006
- 2011
  - Bruce Gordon, 94, amerikansk skådespelare
  - Reynolds Price, 77, amerikansk författare och akademiker
- 2012
  - Etta James, 74, amerikansk sångare
  - Ioan Ursuț, 52, rumänsk brottsling
- 2013
  - Maurice Karkoff, 85, svensk tonsättare
  - Fred Williams, 86, brittisk speedwayförare
- 2014
  - Claudio Abbado, 80, italiensk dirigent
  - Otis G. Pike, 92, amerikansk demokratisk politiker
- 2015
  - Edgar Froese, 70, tysk musiker och frontfigur i Tangerine Dream
  - Hitoshi Saito, 54, japansk judomästare, olympisk guldmedaljör
- 2022 – Meat Loaf, 74, egentligen Marvin Lee Aday, amerikansk rockmusiker